# Arrondissement Valognes
Valognes is een voormalig arrondissement in het departement Manche in de Franse regio Normandië. Het arrondissement werd op 17 februari 1800 gevormd en op 10 september 1926 opgeheven. De zeven overblijvende kantons werden bij de opheffing verdeeld over de arrondissementen Cherbourg en Coutances.

## Kantons
Het arrondissement was samengesteld uit de volgende kantons:
- kanton Barneville - toegevoegd aan het arrondissement Coutances
- kanton Beaumont - toegevoegd aan het arrondissement Cherbourg in 1811
- kanton Bricquebec - toegevoegd aan het arrondissement Cherbourg
- kanton Cherbourg - toegevoegd aan het arrondissement Cherbourg in 1811
- kanton Montebourg - toegevoegd aan het arrondissement Cherbourg
- kanton Octeville - toegevoegd aan het arrondissement Cherbourg in 1811
- kanton Les Pieux - toegevoegd aan het arrondissement Cherbourg in 1811
- kanton Quettehou - toegevoegd aan het arrondissement Cherbourg
- kanton Sainte-Mère-Église - toegevoegd aan het arrondissement Cherbourg
- kanton Saint-Pierre-Église - toegevoegd aan het arrondissement Cherbourg in 1811
- kanton Saint-Sauveur-le-Vicomte - toegevoegd aan het arrondissement Coutances
- kanton Valognes - toegevoegd aan het arrondissement Cherbourg